# Mihai Chițac
Mihai Chițac (Suharău, 4 novembre 1928 – Bucarest, 1º novembre 2010) è stato un politico e generale rumeno.
Ministro degli affari interni dal 28 dicembre 1989 al 14 giugno 1990, nel Governo Roman I durante gli ultimi giorni dell'epoca comunista. Nel 2008, Chiţac e un altro generale, Victor Atanasie Stănculescu, sono stati condannati per omicidio colposo aggravato, dalla Corte Suprema per la morte dei manifestanti per la democrazia durante la Rivoluzione rumena del 1989.
La Corte Suprema ha condannato romeno ulteriormente Chiţac e Stanculescu a quindici anni di carcere per omicidio colposo aggravato il 16 ottobre 2008.
Chiţac è stato ricoverato all'Ospedale Militare di Bucarest il 19 settembre 2010, per problemi cardiaci e tumori hanno scoperto che nello stesso mese. È morto nella sua casa di Bucarest alle ore 10:00 del 1º novembre 2010, tre giorni prima del suo 82º compleanno.

## Biografia
Mihai Chiţac è nato nel villaggio di Suharău, nel Distretto di Botoșani. Si è laureato presso la Scuola Militare "Nicolae Balcescu" di Sibiu, specialità di fanteria (1948-1949) e poi all'Accademia Militare di Bucarest - Facoltà di armi comuni (1950-1952). Successivamente ha ottenuto un dottorato in scienze militari.
Ha ricoperto in campo militare il grado di ufficiale della Direzione Generale per le Operazioni dello Staff (1952-1954), capo della Sezione P.L. del Commando delle Truppe Chimiche, comandante della Scuola Ufficiali di Chimica (settembre 1960 - giugno 1961), docente presso l'Accademia militare (1961-1968), comandante delle Truppe Chimiche (23 gennaio 1968 - 3 gennaio 1990) e comandante della guarnigione di Bucarest. È stato promosso al rango di colonnello (1968), maggiore generale (dicembre 1972) e poi tenente generale (agosto 1984).
Mihai Chiţac era sposato.
Il 17 dicembre 1989 ha fatto parte di un gruppo di generali (Ion Coman, Victor Stănculescu, Ștefan Gușă, Constantin Nuță ecc) inviati da Nicolae Ceaușescu a Timișoara per reprimere la rivoluzione.
Il 28 dicembre 1989 il tenente generale è stato nominato ministro degli affari interni nel governo Roman I dal decreto del Consiglio del Fronte di Salvezza Nazionale e del Presidente del Consiglio, Ion Iliescu, al grado di colonnello generale (3 stelle).
Il 14 giugno 1990 il colonnello generale lasciò la carica di ministro degli affari interni.

## Procedimenti giudiziari
Una commissione governativa guidata da Viorel Oancea propose nel 1990 un atto d'accusa contro il generale Mihai Chițac, allora ministro degli affari interni, per la partecipazione alla repressione della rivoluzione del 1989. Il rinvio a giudizio si realizzò nel 1997. Nel 1999 venne condannato dalla Corte suprema insieme al generale Victor Stănculescu a quindici anni di reclusione e all'interdizione dalle cariche militari. Nel 2004 il procedimento fu riaperto su istanza del procuratore generale della Romania Joița Tănase. Nel 2007, tuttavia, fu nuovamente condannato alla stessa pena. La sentenza divenne definitiva il 15 ottobre 2008, dopo il respingimento del suo ricorso.
Il 16 settembre 2010 Chițac fu rilasciato dal carcere di Jilava, dopo aver ottenuto il consenso del tribunale per motivi di salute. Morì in seguito ad un arresto cardiaco presso l'ospedale militare di Bucarest il 1º novembre 2010, tre giorni prima del suo ottantaduesimo compleanno.
Il 3 luglio 2012 la Corte europea dei diritti dell'uomo si espresse su un suo ricorso presentato dopo la condanna del 2008, stabilendo che il processo si era svolto senza violazione dei suoi diritti. Successivamente, il 24 marzo 2015, la CEDU emise una sentenza bocciando un ulteriore appello riguardante l'eccessiva durata del processo.